# Kerk van Broager
De Kerk van Broager (Deens: Broager Kirke) is een luthers kerkgebouw in Broager in het zuidoostelijk deel van Zuid-Jutland, circa 6–7 km. westelijk van Sønderborg, Denemarken. De romaanse kerk werd rond 1200 opgericht en onderging veranderingen in de periode 1450-1500. De tweelingtorens dateren uit de bouwperiode van de kerk, de gotische spitsen werd circa 1400 geplaatst. Een houten klokkenstoel werd in 1650 gebouwd.

## Bouwgeschiedenis
De kerk was reeds bekend in 1209. In de tweede helft van de jaren 1100 werd begonnen met de bouw van een apsis, het koor en het kerkschip. De brede toren uit circa 1300 is laat-romaans, terwijl de beide spitsen rond 1400 werden geplaatst en gotisch zijn. Eveneens gotisch en uit circa 1500 zijn de sacristie en de twee dwarsschepen, die samen met het hoofdschip van de kerk en het koor de kerk een kruisvorm geven. In de gotische periode werd een balkenplafond vervangen door hoge gotische gewelven.
De kerk werd aan de heilige Maagd Maria gewijd, maar wordt meer geassocieerd met Sint-Joris. De reden hiervan is dat in vroegere tijden het gebruikelijk was om in kerken aan belangrijke verkeersaders, zoals het Flensburger Fjord, een kapel te wijden aan de heilige Joris.
In het noordelijk dwarsschip staat een beeld van Sint-Joris als de drakendoder uit 1490. Eveneens in het noordelijk transept zijn fresco’s te zien van het martelaarschap van Sint-Joris.

#### Legende
Aan de bouw van de kerk is een oude legende verbonden. Op een nabijgelegen slot woonden destijds twee zussen die als een Siamese tweeling waren geboren. Toen een van beide zussen stierf en enkele dagen later de andere stierf, omdat men ze niet van elkaar kon scheiden, bepaalde de langst levende zus dat het slot en hun bezittingen zouden worden verkocht om met de opbrengst een kerk te kunnen bouwen. Dit werd de kerk van Broager.
Ter nagedachtenis aan de beide zussen werd een zeer brede toren gebouwd met een dubbele spits. De hoogste spits zou ter nagedachtenis zijn aan de zus die het langst leefde.
In werkelijkheid zijn beide spitsen even hoog, maar omdat ze alle twee door de krachtige westenwind iets naar het oosten wijken, lijkt het alsof er sprake is van een verschillende hoogte.

## Interieur

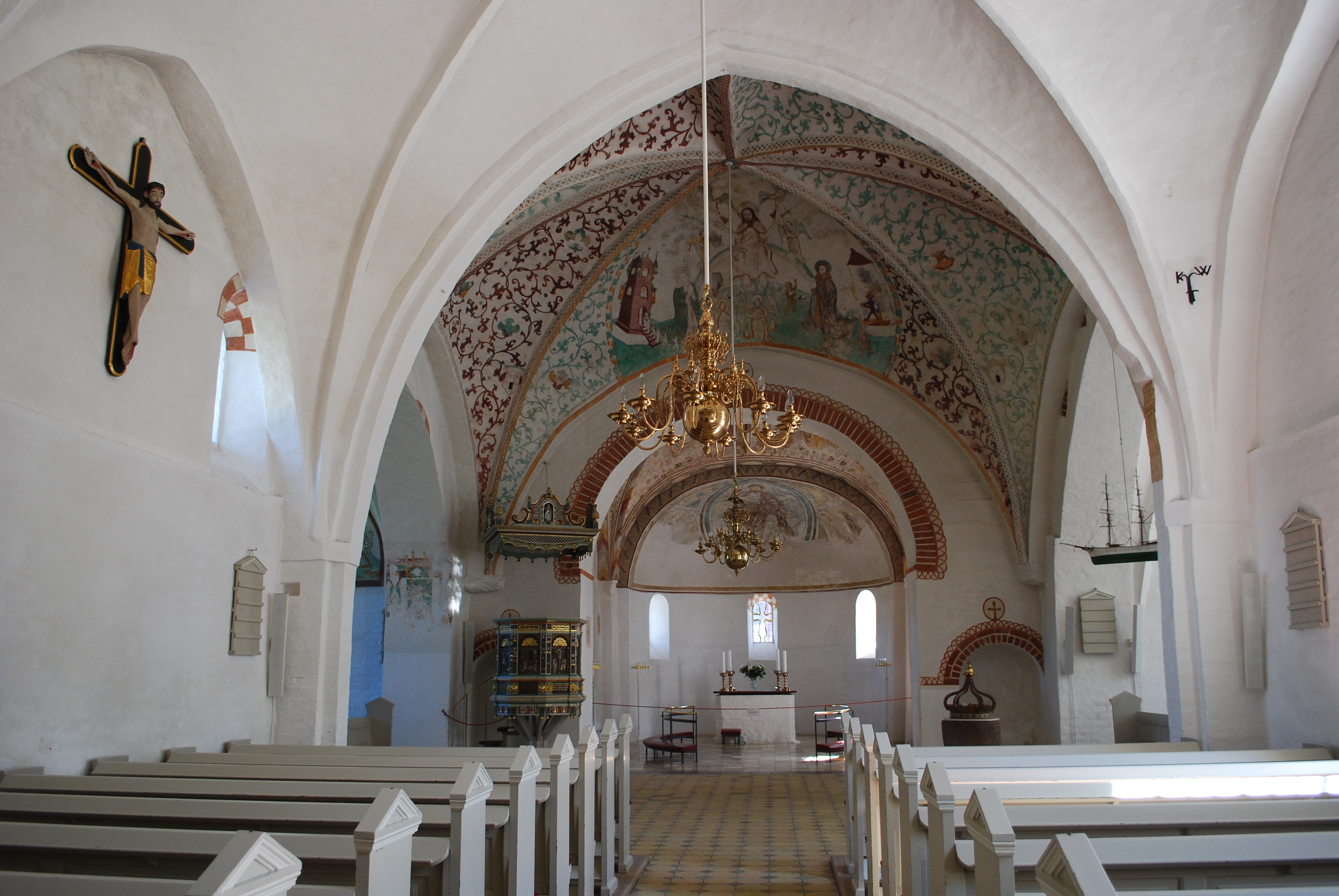
Overzicht interieur

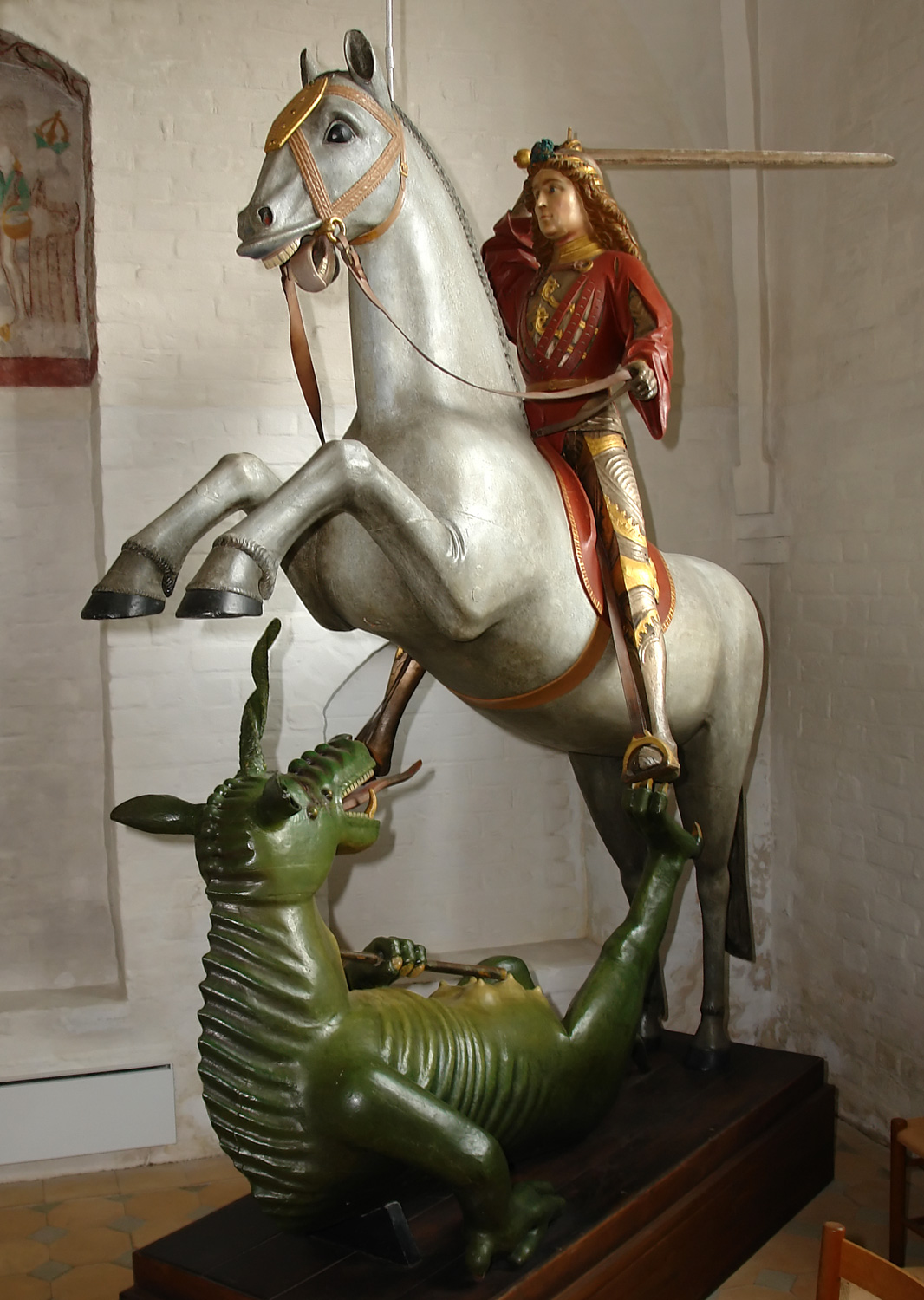
Het beeld van Sint-Joris de drakendoder

#### Altaar, doopvont, preekstoel, kruisbeeld
In 1993 werd het barokke altaarstuk gerenoveerd. Het bevindt zich sinds 2001 in het zuidelijke transept en werd in 1717 door Anthon Günther Lundt uit Sønderborg gemaakt. Twee zuilen en weelderig houtsnijwerk van acanthusblad omlijsten de voorstellingen van het Laatste Avondmaal, de Kruisiginig (centraal) en in de top de Kruisafname. De beelden zijn van de vier evangelisten.
Het doopvont dateert uit circa 1200 en werd uit twee steensoorten samengesteld: het bekken is roodachtig van kleur en de voet is grijs. Aan de voet bevinden zich vier hoofden van mannen. Het deksel uit 1787 heeft de vorm van een kroon en is van hout, de doopschaal dateert uit dezelfde tijd.
De renaissance preekstoel stamt uit 1591. De zes velden op de kuip tonen Adam en Eva, Mozes en de koperen slang, de Geboorte van Jezus, de Kruisiging, de Opstanding en de Terugkomst van de Zoon des Mensen. Onder de reliëfs bevinden zich Bijbelteksten in de Duitse taal.
Het romanogotische kruisbeeld aan de noordelijke muur is van ongeveer 1250 en werd in 2003 gerestaureerd.

#### Beeldengroep Sint-Joris
Het beeld van Sint-Joris die ter paard de draak dood stamt uit 1490, maar moest deels worden gereconstrueerd. Toen de Zweden het land in 1658 brandschatten, dachten ze dat de lokale bewoners hun kostbaarheden in het beeld van de draak hadden verstopt, die van binnen hol was. De Zweden vernielden daarop de draak zonder echter iets te vinden. In de buik van het paard werd een gat geslagen. Na de vernielingen werd de beeldengroep op de zolder geborgen, waar het bleef tot 1880 toen de beeldengroep werd gerestaureerd. De draak was echter zodanig vernield, dat hij moest worden gereconstrueerd.

#### Fresco’s
De fresco’s in de kerk dateren uit verschillende perioden: de romaanse fresco’s vanaf het begin van de jaren 1200, de gotische tot ongeveer 1500 en renaissance fresco’s uit 1587. Aangenomen wordt dat de oudste fresco’s onmiddellijk na de bouw werden aangebracht.
De oudste muurschilderingen stammen uit circa 1200 en zijn te vinden waar de zijaltaren zich bevonden, in de koorboog en in de noordelijke koorramen.
In de apsis bevinden zich fresco’s uit circa 1225-1250. Centraal staat het fresco van Christus Pantocrator in een mandorla. In Zijn linkerhand houdt Christus het levensboek in de hand en met de andere hand zegent Hij de kerk. Rond Christus verzamelen zich aan elke kant drie knielende mensen en daarboven zijn de symbolen van Mattheüs (engel) en Johannes (adelaar) te zien. In de apsisboog bevinden zich 12 medaillons met de beeltenissen van de apostelen.
In de velden van het koorgewelf zijn de evangelisten met hun symbolen aangebracht. Deze fresco’s stammen uit de renaissance en werden in 1587 geschilderd.
In het gewelf tussen de beide kruisarmen bevindt zich het fresco van het Jongste Gericht dat in de periode 1500-1525 werd aangebracht. Christus zit al rechter op een regenboog. Boven Christus kondigen twee trompetblazende engelen het laatste oordeel aan. Op de regenboog houden engelen de martelaarswerktuigen van Christus vast, terwijl aan het einde van de regenboog Maria en Johannes knielen. Onder Christus bevindt zich de aartsengel Michaël, die de zielen weegt en vanuit het perspectief van de kijker ziet men links de geredde zielen naar een hemelkasteel schrijden waar Petrus hen met de sleutel in zijn hand opwacht, terwijl aan de andere kant de verdoemden door demonen naar een toren worden gesleept, waar de duivel hen opwacht.
Het noordelijk transept bevat fresco’s van het martelaarschap van Sint-Joris.

## Orgel
Het kerkorgel bezit nog de barokke orgelkas uit 1740. De schilder Nicolai uit Varnæs heeft in 1794 de panelen van de orgelgalerij gedecoreerd. Het huidige instrument met 11 registers werd in 1968 door Marcussen & Søn uit Aabenraa gebouwd.

## Klokkenstoel
De vrijstaande houten klokkenstoel uit 1650 werd gebouwd omdat de kerktoren voor het luiden van de drie klokken te zwak werd. In 1804 en 1880 versterkte men de toren en in 1904 keerden de klokken ten slotte terug naar de oorspronkelijke plaats. Na een restauratie van de houten klokkenstoel in 1976 kreeg het de functie van kapel.

## Afbeeldingen

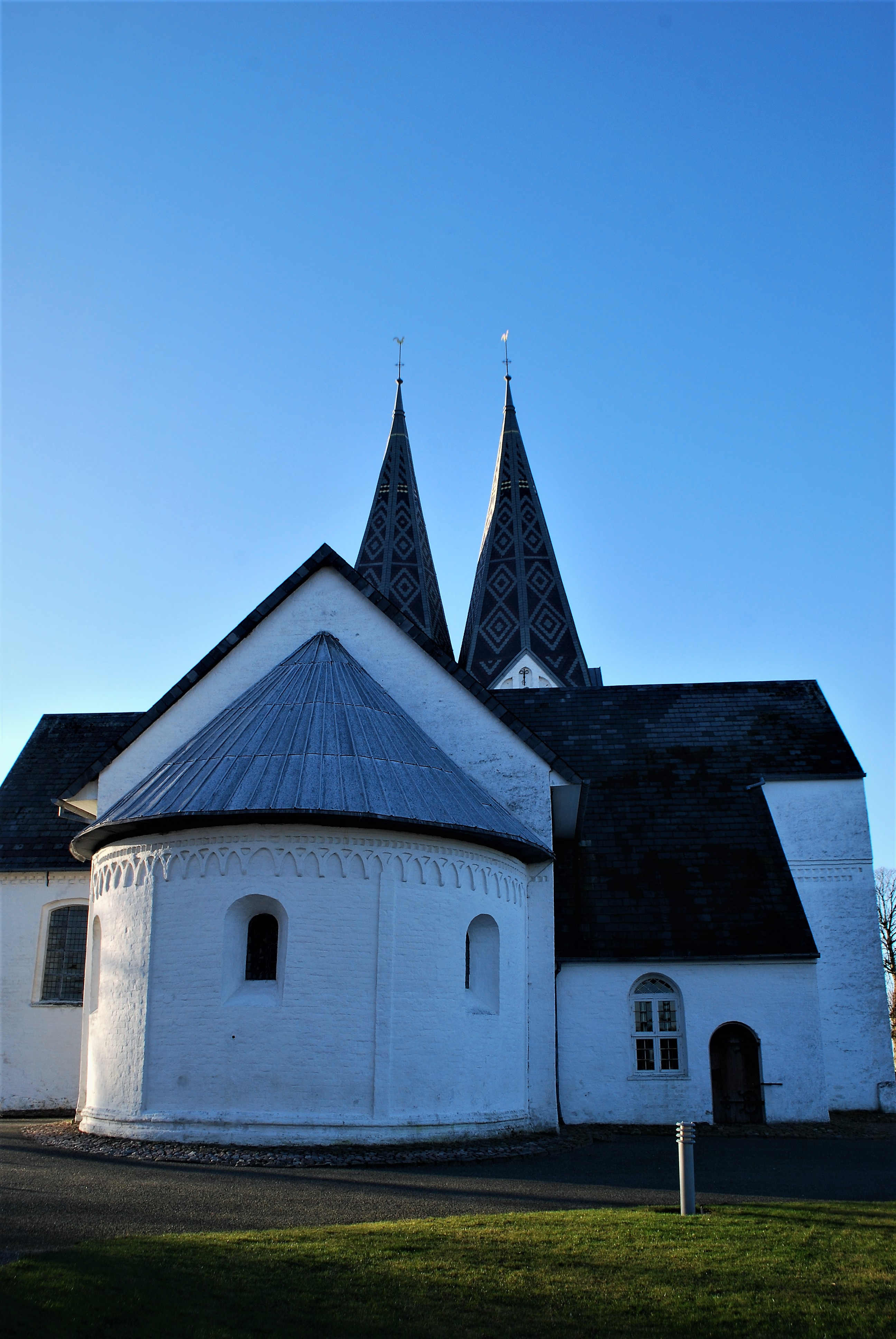
Kerk van Broager
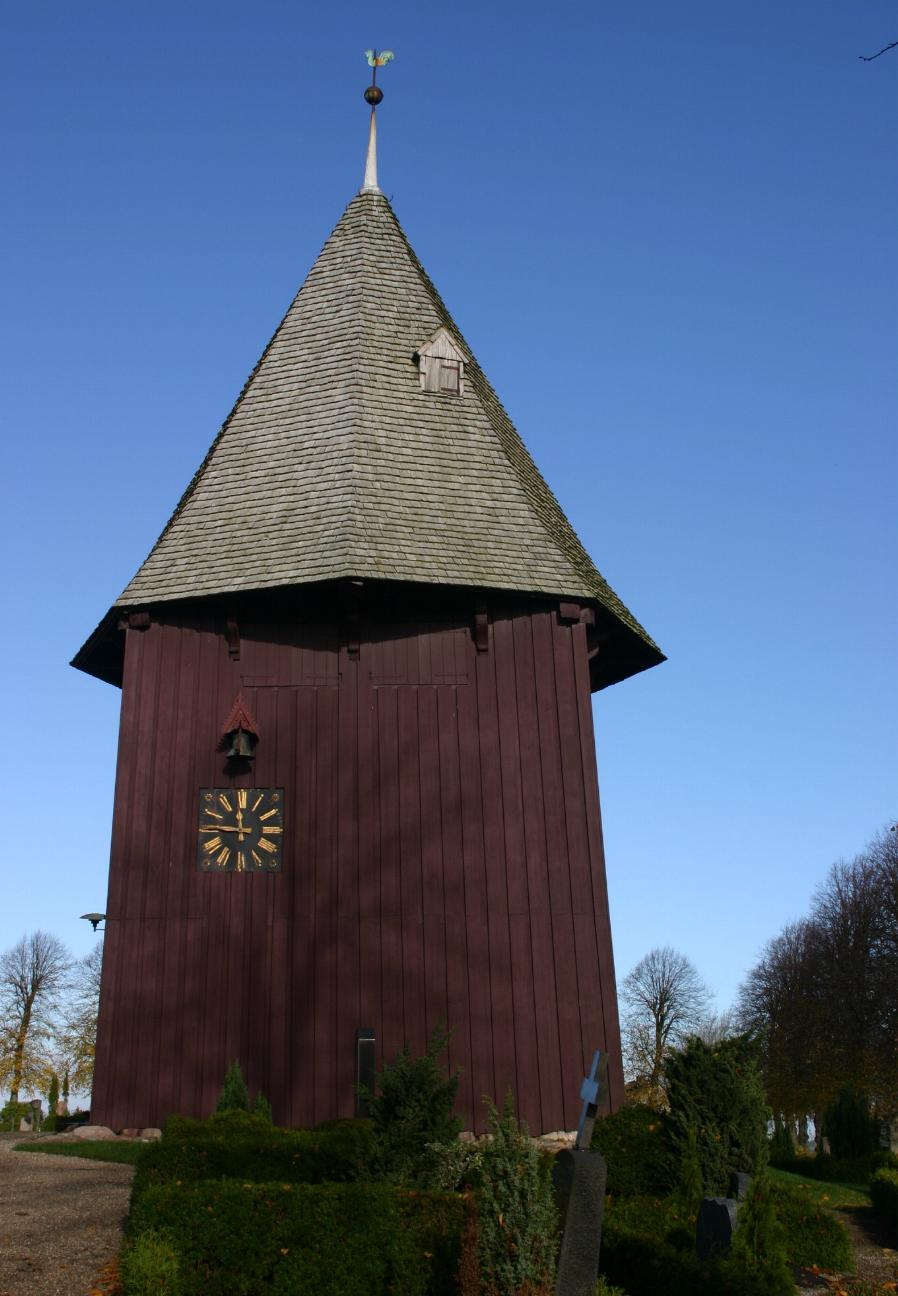
Klokkenstoel
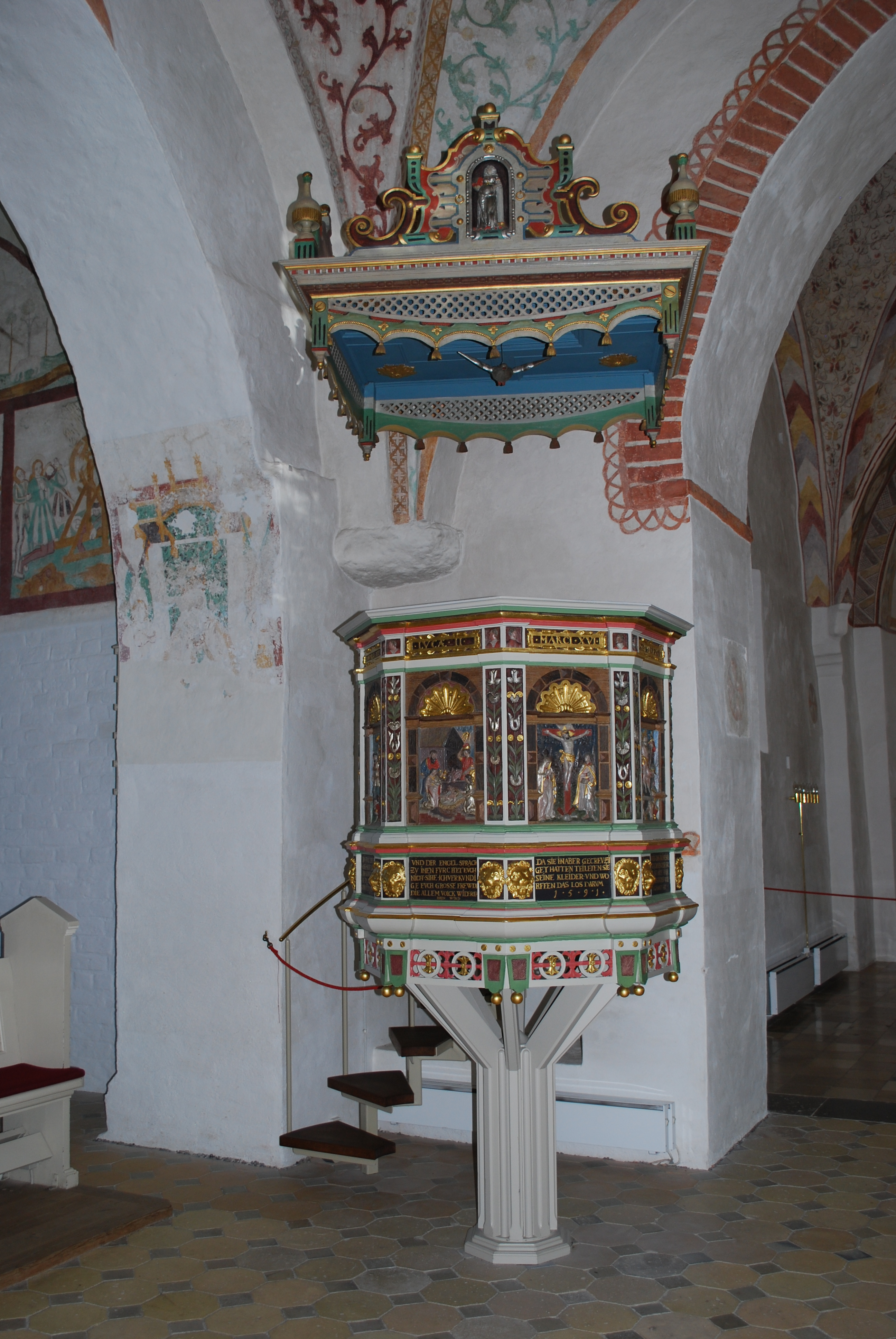
Preekstoel
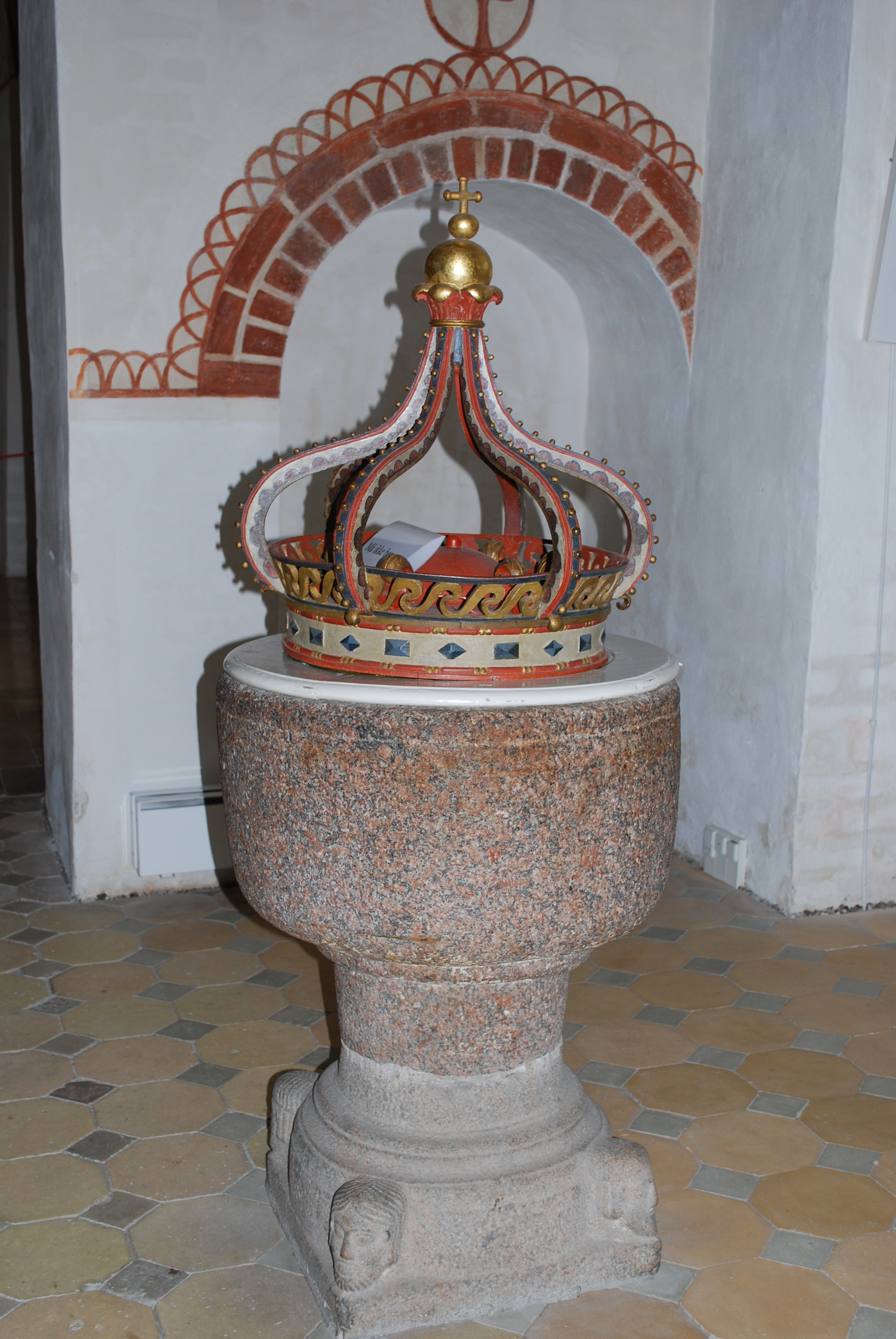
Doopvont
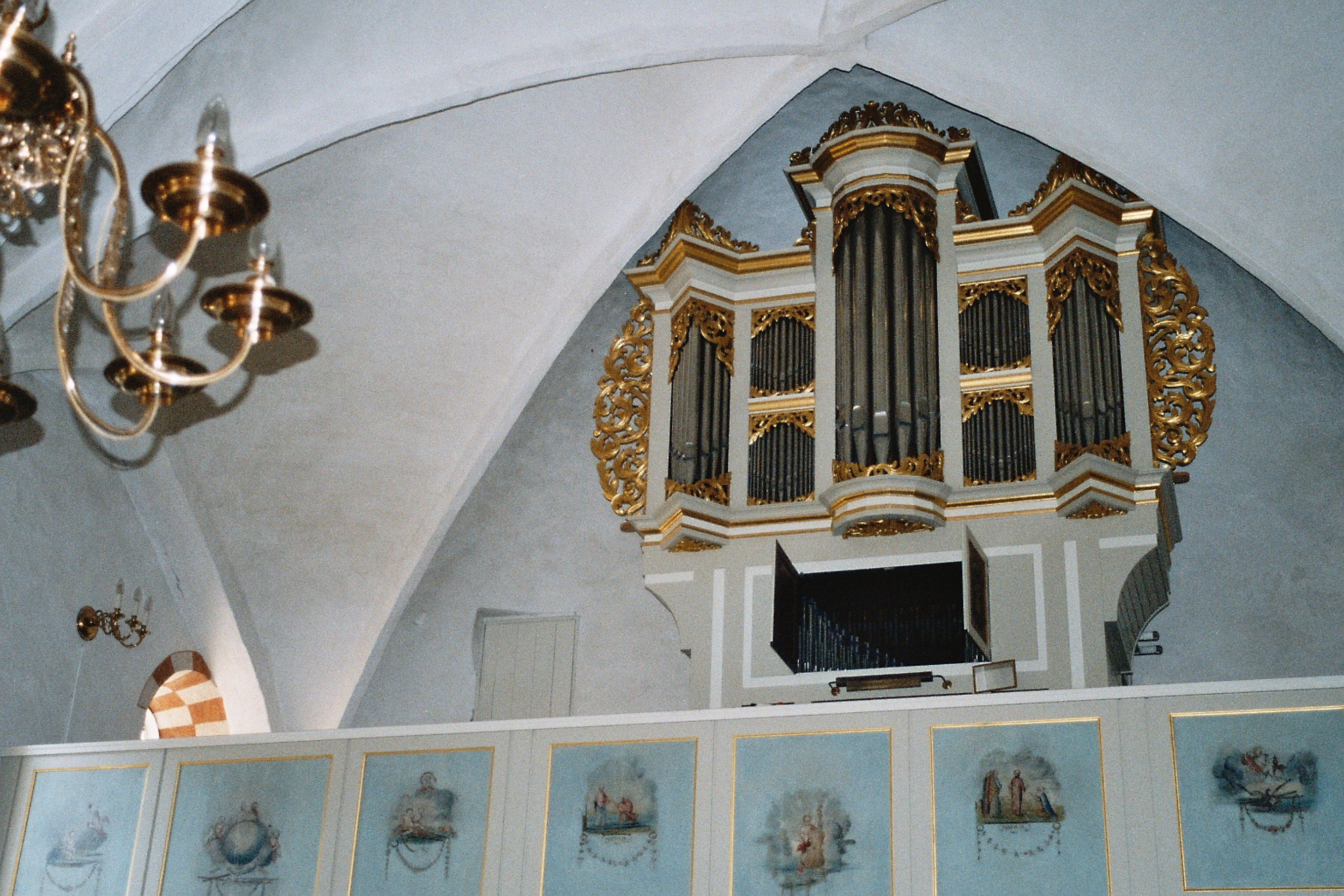
Orgel
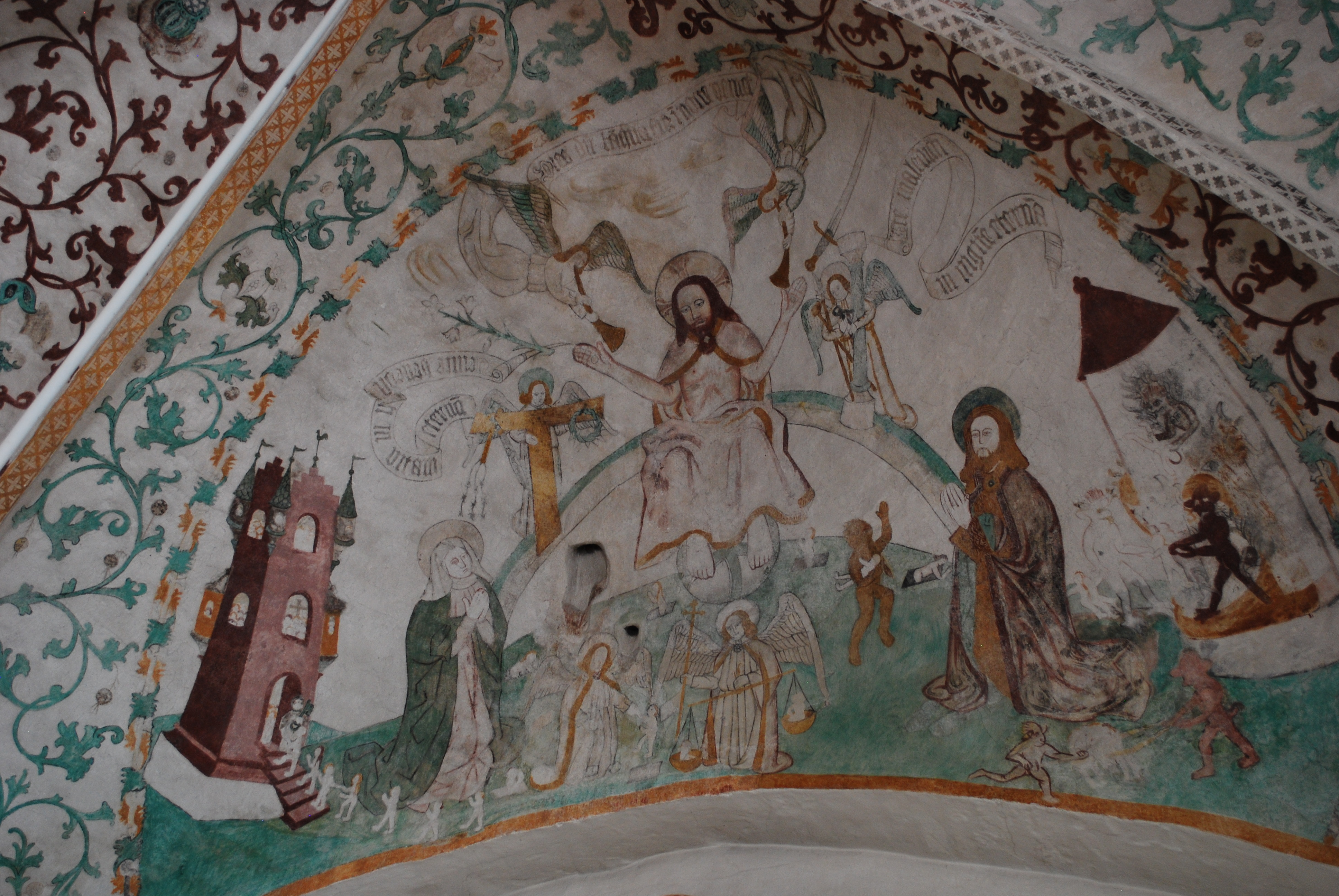
Fresco Jongste Gericht